# جوانی فرانچسکو جملی کارری

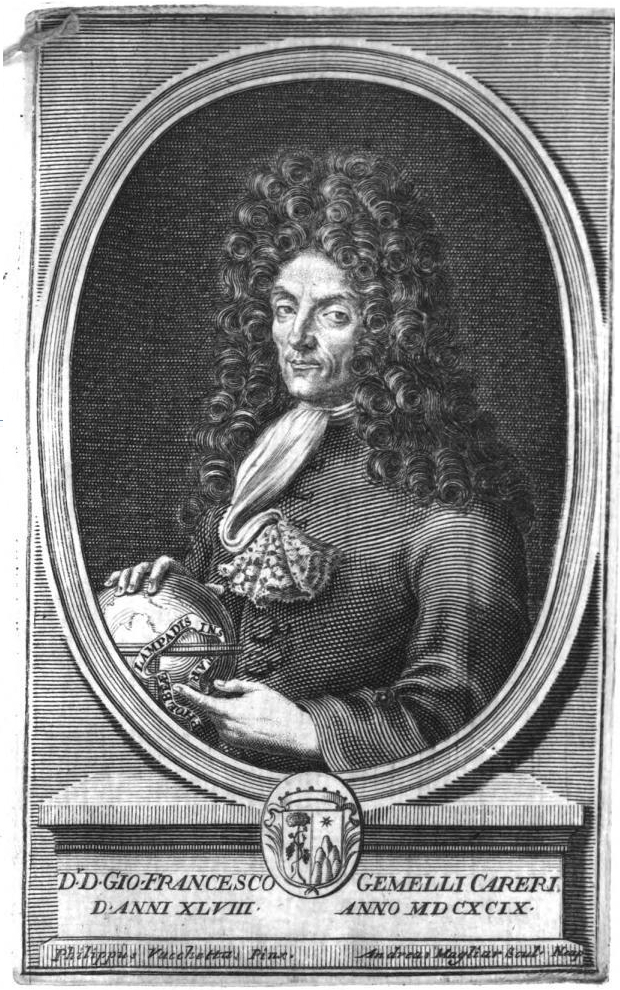

جوانی فرانچسکو جملی کارری (Giovanni Francesco Gemelli Careri)جهانگرد ایتالیایی که همزمان با سلطنت شاه سلیمان صفوی به ایران قدم گذاشته است و در مراسم تاجگذاری شاه سلطان حسین حضور داشت.

## زندگی
در سال ۱۶۵۱م در ایتالیا متولد شد و در ۱۷۲۵ در سن ۷۴ سالگی در ناپل درگذشت. وی در ۱۴ ژوئن ۱۶۹۳ بعد اتمام تحصیلاتش به سفر در سراسر جهان پرداخت این سفر او پنج سال و نیم طول کشید و از مصر، قسطنطیه، ایران، هند، چین و فیلیپین دیدن کرد بعد از راه اقیانوش اقیانوس ارام به مکزیک و سرانجام اسپانیا وارد شد و از فرانسه به ایتالیا بازگشت وی در ۴ دسامبر ۱۶۹۸در ایتالیا سفر خود را به اتمام رساند و شرح سفر خود را در سال ۱۶۹۹م در شش جلد با عنوان «سفر در سراسر جهان» در ناپل به چاپ رساند. در جلد دوم این کتاب با عنوان «مشاهدات جالب در ایران در سال ۱۶۹۴م» کارری به سفر خود در ایران پرداخته که با عنوان «سفرنامه کارری» توسط دکتر عباس نخجوانی و عبدالعلی کارنگ ترجمه شده‌است.

## سفرنامه کارری
سفرنامه جملی کارری، مشاهدات خود را از شهرهای ایران و مردم و رسوم آنان بیان کرده است. از اوضاع مردم ایران در اواخر دور صفویه سخن می‌گوید. هم از اوضاع دربار و اخلاق پادشاهان صفوی سخن گفته و هم از مردم کوچه و بازار. 
چاپ اول این کتاب در سال ۱۳۴۸ توسط اداره کل فرهنگ و هنر آذربایجان شرقی منتشر شده‌است چاپ دوم این کتاب در پاییز ۱۳۸۳ توسط انتشارات علمی و فرهنگی در قطع جیبی منتشر شده‌است. چاپ اول این کتاب در ۲۰۶ صفحه و چاپ دوم آن در قطع جیبی در ۲۳۶صفحه به چاپ رسیده که هردو شامل یک مقدمه از آقای طهماسب دولتشاهی و دو بخش که هر بخش به ده فصل تقسیم شده‌است. در هردو چاپ به زندگی‌نامه مؤلف پرداخته نشده و فقط سفرنامه او را به ایران ترجمه و چاپ شده‌است. در پایان نیز فهرست اعلام آمده‌است. این کتاب شامل یاداشت‌های در زمینه مشاهدات و مطالعات این جهان‌گرد ایتالیایی در شهرهای جلفا، تبریز، قم، اصفهان، شیراز، بندر لنگه، روستاها و دهکده‌های ضمن راه و یکی از مدارک جالب و پرارزشی است که وضع عمومی کشورمان را در اواخر دوران صفویه تشریح می‌کند کارری در سال ۱۱۰۵ه‍.ق در زمان سلطنت شاه سلیمان صفوی به ایران آمده‌است و در مراسم تاج‌گذاری شاه سلطان حسین شرکت کرده‌است. در این ترجمه رعایت امانت بدان صورت که خود مترجم می‌گوید نشده‌است از کلمات یا اصطلاحاتی استفاده شده که متن را از حالت اصلی به یک متن امروزی تبدیل می‌کند مانند استفاده از واژه «دکتر حقوق و قانون» در مورد «قضات» آن زمان یا واژه «ترکیه» به جای «عثمانی» علاوه بر آن مترجم در پاره‌ای از قسمت‌ها متن را خلاصه کرده همان‌طوری که خود در پایان کتاب در مورد فصل دهم از بخش دوم کتاب می‌گوید در جمله‌بندی نیز مواردی وجود دارد که به دقت بیشتری لازم دارد به نظر می‌آید که می‌توانست به صورت دقیق‌تر و علمی‌تر این ترجمه صورت گیرد با این اوصاف به رسم احترام برخود واجب می‌دانم که از مترجمان محترم تشکر کنم که با ترجمه این اثر به غنای منابع تاریخی ما افزودند.
«جووانی فرانچسکو جملی کارری»، جهانگرد ایتالیایی که در مراسم تاجگذاری شاه سلطان‌حسین صفوی در سال 1105 هجری قمری شرکت کرده و در زمان سلطنت شاه‌سلیمان نیز در ایران بوده، درباره ورودش به اصفهان اینگونه نوشته است: «از اینجا تا اصفهان، همه‌جا آبادی و باغ و مزرعه به چشم می‌خورد. این آبادی‌ها که به منزله ییلاق اصفهان‌اند.
دارای خانه‌های آباد و استراحتگاه‌های خوب و باغ‌هایی هستند که به ثروتمندان اصفهان تعلق دارند. پس از طی پانزده کیلومتر راه، حوالی غروب آفتاب، درست یکسال بعد از حرکت از شهر «ردیسینا»ی ایتالیا، به دروازه پایتخت ایران (اصفهان) که از دور به جنگل بیشتر شباهت دارد رسیدیم.

## آثار
گزارش کمپین مجارستان (1689)
    سفر به اروپا (1693)
   سفر در سراسر جهان (1699)
        قسمت 1 (عثمانی و خاورمیانه) 
        قسمت 2 (ایران)
        قسمت 3 (هندوستان) 
        قسمت 4 (چین) 
        قسمت 5 (فیلیپین) 
        قسمت 6 (اسپانیا جدید)

## نگارخانه

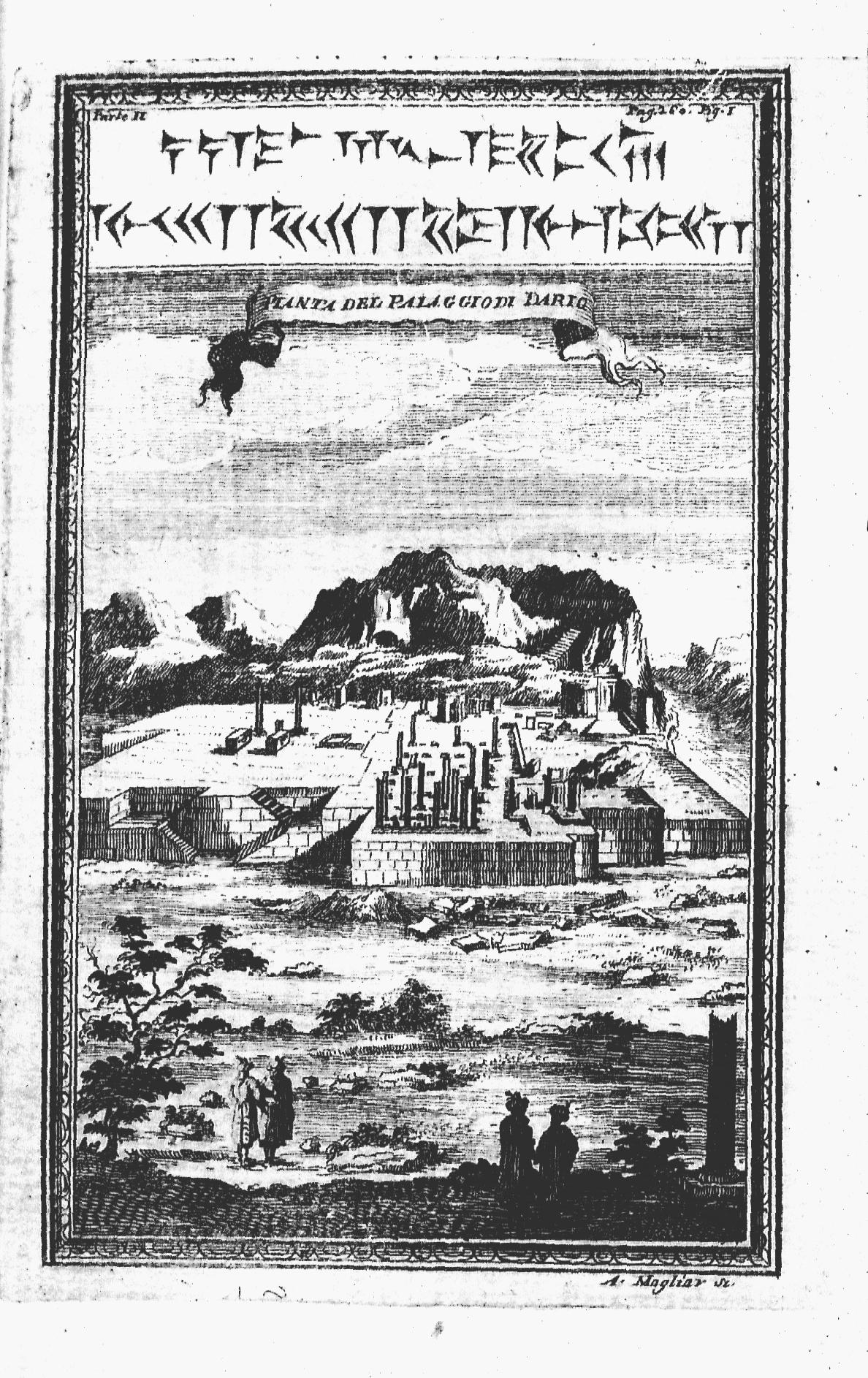
تخت جمشید
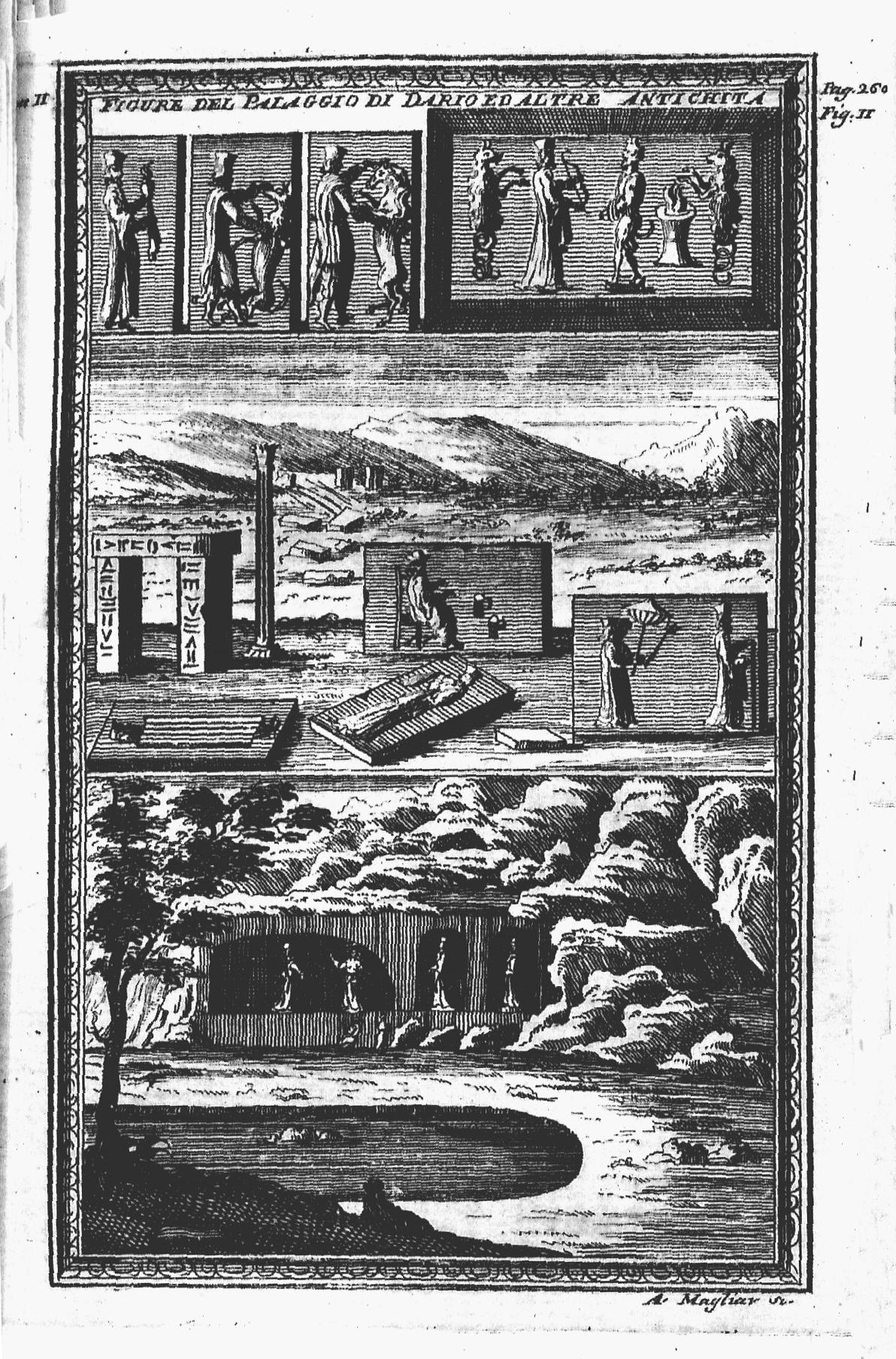
سنگ‌نگاره در تخت جمشید
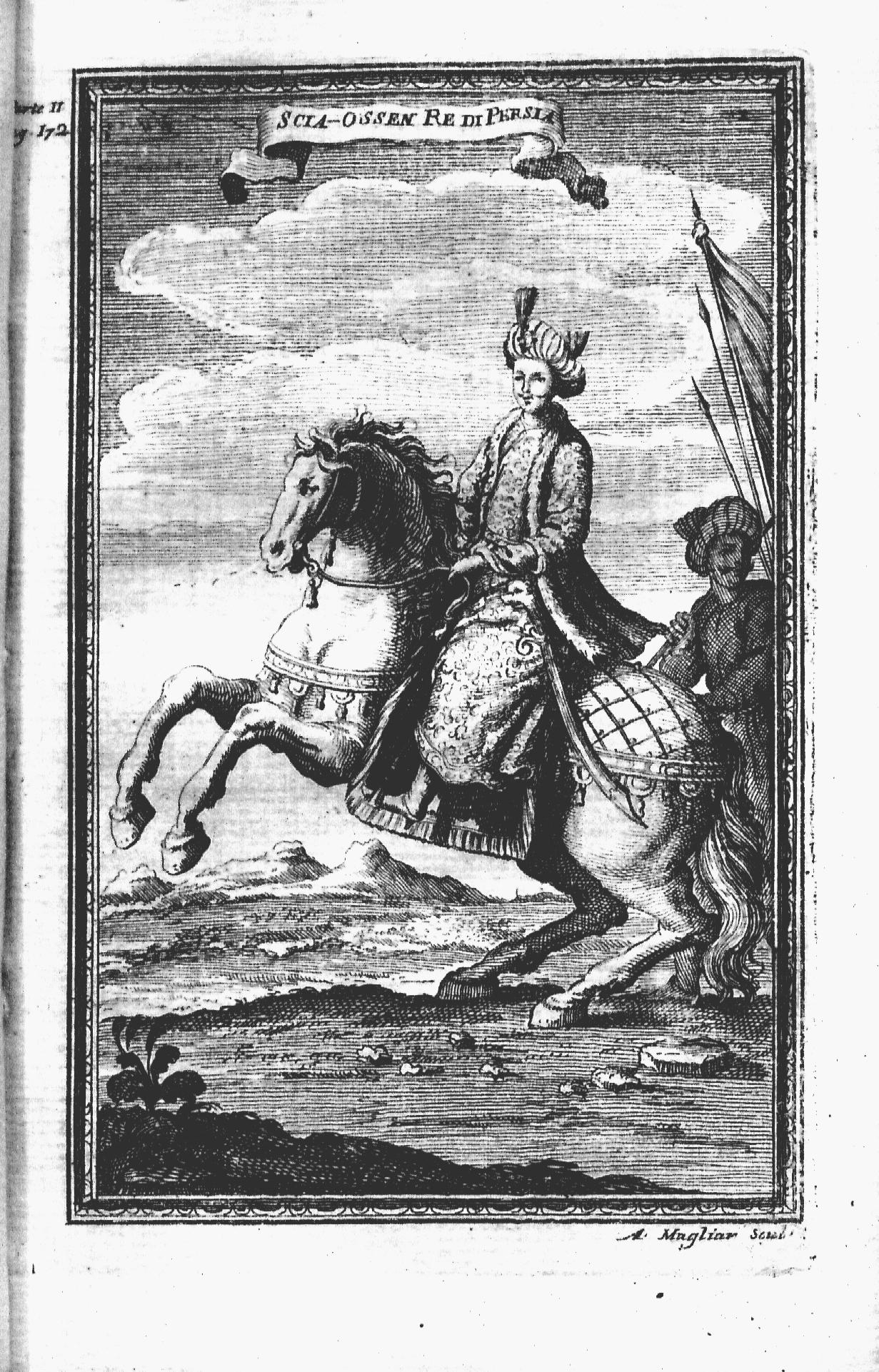
شاه سلطان حسین